# (9907) Oileus
(9907) Oileus (6541 P-L) – planetoida z grupy trojańczyków okrążająca Słońce w ciągu 12,24 lat w średniej odległości 5,31 j.a. Odkryta 24 września 1960 roku.